# Imeno
Imeno – wieś w Słowenii, w gminie Podčetrtek. W 2018 roku liczyła 320 mieszkańców.